# Keith Joseph
Keith Sinjohn Joseph, Baronet Joseph, Baron Joseph van Portsoken (Londen, Engeland, 17 januari 1918 – aldaar, 10 december 1994) was een Brits politicus van de Conservative Party.
Joseph was tussen 1965 en 1986 een van de prominentste politici van de Conservative Party en was tussen 1959 en 1986 bewindspersoon in het Kabinet-Macmillan II en -Douglas-Home (1959–1964), -Heath (1970–1974) en -Thatcher (1979–1986). Hij was staatssecretaris voor Huisvesting en Lokale Overheid van 1959 tot 1961, onderminister voor Handel van 1961 tot 1962, minister van Huisvesting en Lokale Overheid en minister voor Wales van 1962 tot 1964, minister van Volksgezondheid en Sociale Zaken van 1970 tot 1974, minister van Industrie van 1979 tot 1981 en minister van Onderwijs van 1981 tot 1986.
Geboren in een Joodse adellijke familie, de oudste zoon van Baronet Joseph Samuel Joseph, na het overlijden van zijn vader op 4 oktober 1944 erfde hij de titel van Baronet Joseph waarbij hij ook tot ridder werd geslagen met het ere-predicaat van Sir. Joseph studeerde rechten aan de Universiteit van Oxford. Hij diende als militair in de British Army tijdens de Tweede Wereldoorlog als Kapitein werkte daarna als advocaat van 1945 tot 1956 en was gemeenteraadslid voor de City of London van 1948 tot 1958.
Op 10 juni 1986 werd hij benoemd als een Knight Companion in de Orde van de Eregezellen waardoor hij tweemaal het ere-predicaat van Sir heeft verkregen. Op 12 oktober 1987 werd Joseph benoemd als baron Joseph van Portsoken en werd lid van het Hogerhuis.
- Gemeinsame Normdatei: 123616395
- International Standard Name Identifier: 0000 0000 8366 0215
- Library of Congress Control Number: n50038060
- Nationale Bibliotheek van Israël: 987007263516205171
- Nederlandse Thesaurus van Auteursnamen: 067892205
- SNAC: w6zf37cz
- Système universitaire de documentation: 086281259
- Virtual International Authority File: 25514946
- WorldCat: E39PBJpVbpyMBj6DGQ8y8JHBfq